# Mehetia
Mehetia (o també Meetia; Meheti’a en tahitià normalitzat) és una illa del grup del Vent de les illes de la Societat, a la Polinèsia Francesa. Està situada a 110 km a l'est de Tahití.

## Geografia
L'illa és un volcà molt jove que es troba en una zona encara molt activa amb moviments sísmics. L'altitud màxima es troba al cràter del mont Fareura a 435 m. La superfície total és de 2,3 km². Des del principi del segle xx és deshabitada i avui és de propietat privada.

## Història
Històricament l'illa era habitada i controlada pels caps de Taiarapu, la península al sud-est de Tahití. S'utilitzava com a punt intermedi de comerç entre Tahití i les illes Tuamotu, que proporcionaven perles i nacre. Al trobar-se immediatament a l'est de Tahití, va ser un punt de pas dels navegants europeus des d'Amèrica fins a Tahití. El primer europeu a visitar-la va ser l'anglès Samuel Wallis, el 1767. L'anomenà Osnaburg Island en honor del segon fill del rei Jordi III, Frederick Augustus bisbe d'Osnabruck a Hanover, Alemanya. L'any següent va arribar el francès Louis Antoine de Bougainville que anomenà a l'illa Le Boudoir. No és clar el propòsit d'aquest nom, ja que en aquella època era la cambra íntima de la mestressa de casa. Al pic volcànic el va anomenar Boudeuse, nom del seu vaixell, i poc després José Andía l'anomena cresta de San Cristóbal.
En aquesta època, el segle xviii, l'illa comptava uns 1.500 habitants, que van ser deportats pels pirates d'Anaa, el 1806. Al segle xix es va utilitzar com a colònia penitenciària i després va quedar deshabitada. L'any 1986 va patir un fort terratrèmol.